# Hålogaland lagmannsrett

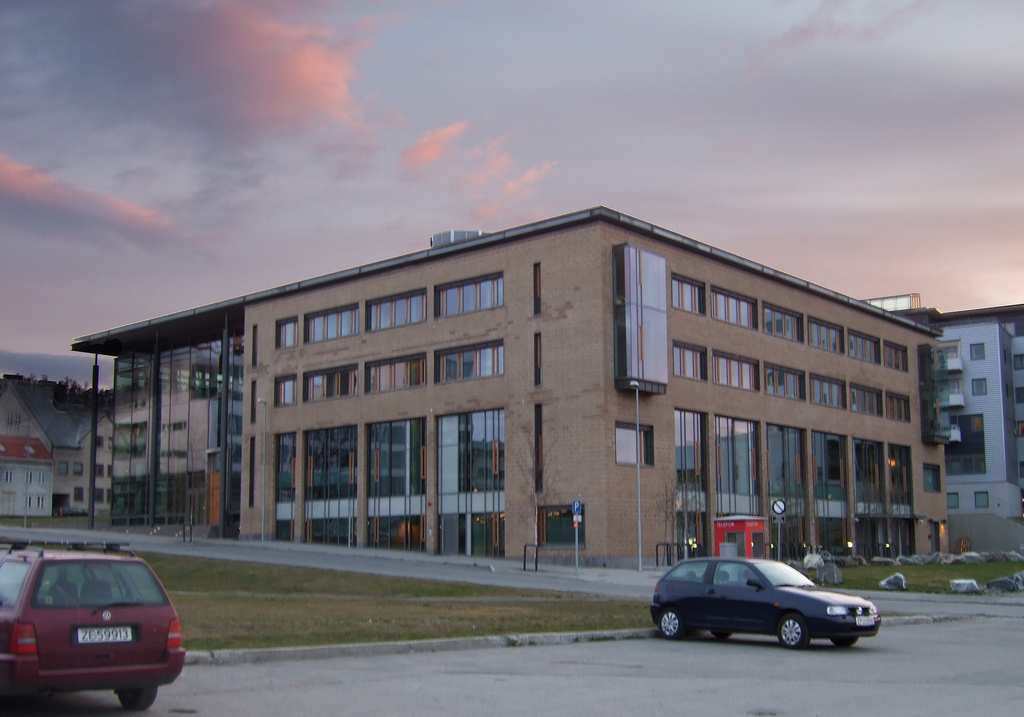
Het gerechtsgebouw van het lagmannsrett in Tromsø

Hålogaland lagmannsrett is een Noors lagmannsrett met zetel in Tromsø. Het gerecht, vergelijkbaar met een Hof van beroep in België of een gerechtshof in Nederland, is bevoegd voor beroepszaken in zowel straf- als civiele zaken tegen uitspraken van de 14 Tingretter in het ressort. Het ressort omvat de fylker Finnmark, Nordland en Troms, alsmede Spitsbergen en Jan Mayen. Naast Tromsø houdt het gerecht standaard ook zitting in Vadsø, Bodø en Mosjøen. In voorkomende gevallen kan het gerecht ook in andere plaatsen zitting houden.

## Indeling in Tingretter
| 1. Alstahaug tingrett in Sandnessjøen 2. Alta tingrett in Alta 3. Brønnøy tingrett in Brønnøy 4. Hammerfest tingrett in Hammerfest 5. Indre Finnmark tingrett in Tana Bru 6. Lofoten tingrett in Svolvær 7. Nord-Troms tingrett in Tromsø | 1. Ofoten tingrett in Narvik 2. Rana tingrett in Mo i Rana 3. Salten tingrett in Bodø 4. Senja tingrett in Finnsnes 5. Trondenes tingrett in Harstad 6. Vesterålen tingrett in Sortland 7. Øst-Finnmark tingrett in Vadsø |